# Stojan Puc
Stojan Puc, slovenski šahist, * 9. april 1921, Novo mesto, † 29. januar 2004, Kranj.
Puc je štirikrat zmagal na slovenskem šampionatu (1954, 1958, 1965 , 1967). Leta 1950 je igral za Jugoslavijo na olimpiadi v Dubrovniku (rezerva). Leta 1984 je postal šahovski velemojster.